# Haskell Curry
Pour les articles homonymes, voir Haskell (homonymie) et Curry (homonymie).
Haskell Brooks Curry (né le 12 septembre 1900 et mort le 1er septembre 1982) est un logicien et mathématicien américain. Ses travaux posent les bases de la programmation fonctionnelle. Curry est principalement connu pour son travail sur la logique combinatoire : alors que le concept de logique combinatoire était basé sur un unique article de Moses Schönfinkel, Curry en développe la majeure partie. Curry est également connu pour le paradoxe de Curry et pour la correspondance de Curry-Howard. À titre d'hommage, trois langages de programmation portent son nom - Haskell, Brook (en) et Curry (en) - de même que l'opération de curryfication.

## Biographie
Haskell Curry est né le 12 septembre 1900 à Millis, dans le Massachusetts. Ses parents, Samuel Silas Curry et Anna Baright, dirigent une école d'élocution à Boston. Son père en est le directeur, tandis que sa mère en est le principal. 
Au lycée, Haskell ne manifeste pas d'intérêt particulier pour les mathématiques et souhaite à l'époque devenir médecin. Après le lycée il entre à Harvard en 1916 pour y étudier la médecine. Il prend néanmoins le cours de mathématique en option. Trouvant ce cours intéressant, et pensant qu'il serait plus utile pour servir le pays entré en guerre d'étudier les mathématiques que la médecine, il change alors de filière et s'inscrit au Student Army Training Corps le 18 octobre 1918. Il quitte l'armée le 9 octobre 1918 et continue ses études en mathématiques à Harvard dont il est Bachelor of Arts en 1920.
Il commence une carrière en ingénierie électrique à la General Electric. Pendant ce temps, il étudie à temps partiel l'ingénierie électrique au Massachusetts Institute of Technology (MIT). Plus intéressé par les sciences théoriques qu'appliquées, il change de filière en 1922 pour étudier la physique. Il retourne alors à Harvard pour y continuer ses études où il obtient en même temps un poste d'assistant de recherche. Il obtient son diplôme de Master en physique à Harvard en 1924.
Il commence des études doctorales en mathématiques à Harvard en 1924 sous la direction de George Birkhoff. Son sujet de thèse porte sur la théorie des équations différentielles. Ayant commencé à lire des livres sur la logique mathématique, il se rend compte que ce sujet l'intéresse plus que celui entamé. Il tente de changer de sujet, mais on lui conseille de ne pas le faire. Pendant le premier semestre de l'année universitaire 1926/1927, il est employé à mi-temps pour donner des cours de mathématiques à Harvard. C'est à cette période qu'il découvre les Principia Mathematica de Alfred North Whitehead et Bertrand Russell. Ce livre est une tentative de fondement des mathématiques par la logique symbolique. Il a alors l'idée d'utiliser la logique combinatoire pour analyser les règles de substitution présentées dans la première partie du livre. Il demande à nouveau de changer son sujet pour la logique. Cette fois on lui répond positivement. La réponse de Norbert Wiener du MIT fut éloquente : « évite la logique à moins que tu aies quelque chose à dire, mais maintenant tu as certainement quelque chose à dire ! »
Ayant mis un terme à son sujet sur les équations différentielles, et avant d'entreprendre son nouveau sujet sur la logique, il travaille un an à Princeton en tant qu'enseignant en mathématiques. C'est là qu'il découvre l'article de Moses Schönfinkel intitulé Über die Bausteine der mathematischen Logik. Cet article introduit la logique combinatoire et développe des idées similaires à celles que lui ont données la lecture de Principia Mathematica. Ce sujet n'a cependant fait l'objet que d'un unique article et l'auteur se trouve à ce moment-là en hôpital psychiatrique. Il y a donc matière à un sujet de thèse en développant ce sujet, mais il faut un directeur de thèse. Oswald Veblen lui conseille Paul Bernays de l'université de Göttingen. Pour accroître ses chances d'obtenir une bourse, Curry développe ses idées sur la logique combinatoire dans un article intitulé An analysis of logical substitution. Il s'agit de son premier article et il fut publié dans la revue American Journal of Mathematics en 1929.
Haskell se marie à Mary Virginia Wheatly le 3 juillet 1928 et le couple s'installe à Göttingen. Il soutient sa thèse un an après, le 24 juillet 1929. Son manuscrit s'intitule Grundlagen der kombinatorischen Logik (fondements de la logique combinatoire) et fut publié dans l'American Journal of Mathematics en 1930. Son directeur de thèse était David Hilbert, mais son encadrant le plus impliqué dans ses travaux était Paul Bernays.
Après sa thèse, Curry revient aux États-Unis où il prend un poste à l'université de Pennsylvanie dans laquelle il restera jusqu'à sa retraite en 1966. Il fut également membre de l'université de Chicago entre 1931 et 1932, et de l'Institute for Advanced Study de Princeton entre 1938 et 1939.
Il cofonda en 1936 l'association pour la logique symbolique (The Association for Symbolic Logic) de laquelle il fut vice-président entre 1936 et 1937 puis président entre 1938 et 1940.
Pendant la Seconde Guerre mondiale, Curry entreprit des travaux en mathématiques appliquées. Il travailla pour le Frankford Arsenal de 1942 à 1944, puis au laboratoire de physique appliquée Johns Hopkins jusqu'à mars 1945. Il travailla ensuite sur l'ordinateur ENIAC puis retourna à l'université de Pennsylvanie.
En 1966 il fut nommé professeur de logique, histoire de la logique et philosophie des sciences à l'université d'Amsterdam. Il y resta quatre ans avant de revenir à l'université de Pennsylvanie où il mourut le 1er septembre 1982.

## Apports scientifiques
Sa théorie est apparentée au lambda-calcul qui sert aussi de base à la programmation fonctionnelle. Ayant travaillé dans ce domaine pendant l'ensemble de sa carrière, il en devint le spécialiste principal.
Curry a aussi enseigné et travaillé sur la logique mathématique en général. Le point culminant fut son cours Fondations de la logique mathématique en 1963. Sa philosophie des mathématiques préférée était le formalisme (cf. son livre de 1951), dans la ligne de son mentor Hilbert, mais ses écrits témoignent d'une certaine curiosité philosophique et d'une grande ouverture à la logique intuitionniste.
On lui doit notamment la correspondance de Curry-Howard.
Le paradoxe de Curry est un paradoxe d'auto-référence (ou circulaire).

## Hommage
Trois langages de programmation lui doivent leur nom : Haskell, Brook (en) et Curry (en). 